# Nesmrtelná teta
Nesmrtelná teta je česká filmová pohádka scenáristy a režiséra Zdeňka Zelenky z roku 1993, kterou režisér napsal na jeden z motivů dvoustránkové pohádky „Rozum a štěstí“ Karla Jaromíra Erbena. Jiřina Bohdalová obdržela za hlavní roli v tomto filmu v roce 1993 Českého lva. Ve své době patřila Nesmrtelná teta k vůbec nejdražším projektům české kinematografie. Film byl v kinech premiérově uveden 25. listopadu 1993. Televizní premiéra se odehrála na stanici ČT1 24. prosince 1995, kdy byl odvysílán jako štědrovečerní pohádka České televize. Titulkovou píseň „A pohádky je konec“ zpívají Lucie Bílá a Kamil Střihavka.

## Děj
Příběh se odehrává ve dvou sousedních královstvích. V jednom vládne moudrý král Ctirad, vdovec s dcerou Pavlínkou. Ve druhém žije prostý mladík Matěj, přezdívaný Jojo. Děj se začíná odvíjet, když se personifikované Rozum a Štěstí vsadí o to, zda rozum vede ke štěstí. Dají Matějovi rozum krále Ctirada, čímž ho promění v moudrého a pohledného muže. Mezitím se do Ctiradova království vplíží Závist v podobě královy sestřenice Stázičky. Závist manipuluje s králem, což vede k řadě špatných rozhodnutí, včetně zvýšení daní a snížení platů. Matěj přichází do království, kde se zamiluje do princezny Pavlínky a stane se královým rádcem. Snaží se napravit škody způsobené Závistí.
Závist se pokusí Matěje odstranit, nejprve jedem a poté tím, že ho nechá hodit do tůně. Matěj však přežije díky zásahu Rozumu a Štěstí. Následně jsou oznámeny zásnuby Matěje a Pavlínky. Závist v reakci na to vymění svou podobu s Pavlínkou, aby zmařila jejich svatbu. Matěj odhalí podvod a najde skutečnou Pavlínku, která má nyní vzhled Závisti. Přesvědčí ji, aby se i přes její změněnou podobu vzali. Během svatebního obřadu Matěj vyzve všechny přítomné, aby projevovali lásku a city, čímž Závist porazí, neboť ta nesnese projevy lásky. Princezna Pavlínka získá zpět svou původní podobu a král Ctirad svůj rozum. Ctirad napraví svá předchozí špatná rozhodnutí. Matěj a Pavlínka se šťastně vezmou. Příběh končí tím, že Štěstí a Rozum pozorují šťastný konec a diskutují o důležitosti obou faktorů v lidském životě.

## Obsazení
| Jiřina Bohdalová  | Závist         |
| Filip Blažek      | Matěj          |
| Barbora Bobuľová  | Pavlínka       |
| Jiří Lábus        | otec           |
| Naďa Konvalinková | matka          |
| Karel Smyczek     | krejčí         |
| Jan Přeučil       | velitel stráže |
| Jaromír Hanzlík   | král Ctirad    |
| Vlastimil Brodský | vypravěč       |
| Eduard Cupák      | Rozum          |
| Libuše Šafránková | Štěstí         |